# Флаг Калужской области
Флаг Калу́жской области является официальным символом Калужской области как субъекта Российской Федерации.

## Описание
«Флаг Калужской области представляет собой прямоугольное полотнище из трёх горизонтальных полос: равновеликих верхней и нижней полос красного и зелёного цвета соответственно и средней — серебристого цвета, составляющей 1/6 его высоты. В центре красной полосы полотнища размещается изображение золотой императорской короны. Отношение ширины флага и его длины 2:3».

#### Символика
Красный цвет служит символом любви к Родине, неустрашимости, отваги и пролитой крови в борьбе против захватчиков. Белая полоса олицетворяет чистые, светлые помыслы и символизирует реку Оку и пояс Богоматери. Зелёный цвет — основной цвет герба Калужской области, символ мира, природы, молодости и вечной жизни.